# Музей на съвременното изкуство (Букурещ)
Вижте пояснителната страница за други значения на Музей на съвременното изкуство.
Националният музей на съвременното изкуство (на румънски: Muzeul Național de Artă Contemporană, популярен и под акронима MNAC) е музей за съвременно изкуство в Букурещ, Румъния. Музеят се намира в новото остъклено крило на Двореца на парламента, втората по големина сграда в света. Открит е през 2004 г.